# Rzgów
Rzgów – miasto w Polsce, położone w województwie łódzkim, w powiecie łódzkim wschodnim, w gminie Rzgów, nad rzeką Ner, będące częścią aglomeracji łódzkiej.
W końcu XVI wieku Rzgów był miastem duchownym  należącym do kapituły katedralnej krakowskiej, zlokalizowanym w powiecie piotrkowskim województwa sieradzkiego. Południowa część dzisiejszego Rzgowa, wraz z historycznym centrum (położonym na lewym brzegu Neru) znajdowała się w XVI wieku w powiecie piotrkowskim województwa sieradzkiego; natomiast północny, prawobrzeżny obszar miasta, leżał w powiecie brzezińskim województwa łęczyckiego. Rzgów zatem leży na pograniczu dwóch regionów historycznych, gdzie jego część na lewym brzegu Neru znajduje się w ziemi sieradzkiej, a prawobrzeżna w ziemi łęczyckiej. Miasto uzyskało lokację miejską w 1467 roku, jednakże nie została ona zrealizowana; ponowna lokacja miała miejsce w 1502 roku, a degradacja statusu miejskiego nastąpiła w 1870 roku, aby ostatecznie przywrócić prawa miejskie w 2006 roku.
W Rzgowie znajduje się największe w Europie centrum handlu odzieżą i tekstyliami, znane jako Centrum Handlowe Ptak.
Miasto jest również członkiem Międzynarodowego Stowarzyszenia Miast Cittàslow.

## Klimat
Według klasyfikacji klimatów Köppena Rzgów leży w strefie klimatycznej Dfb (Klimat kontynentalny z ciepłym latem).
| Klimat Rzgowa                 | Klimat Rzgowa | Klimat Rzgowa | Klimat Rzgowa | Klimat Rzgowa | Klimat Rzgowa | Klimat Rzgowa | Klimat Rzgowa | Klimat Rzgowa | Klimat Rzgowa | Klimat Rzgowa | Klimat Rzgowa | Klimat Rzgowa | Klimat Rzgowa |
| Miesiąc                       | Sty.          | Lut.          | Mar.          | Kwi.          | Maj           | Cze.          | Lip.          | Sie.          | Wrz.          | Paź.          | Lis.          | Gru.          | Rok           |
| ----------------------------- | ------------- | ------------- | ------------- | ------------- | ------------- | ------------- | ------------- | ------------- | ------------- | ------------- | ------------- | ------------- | ------------- |
| Średnie dzienne maksimum (°C) | 0.3           | 2.1           | 6.9           | 13.6          | 18.5          | 21.7          | 23.7          | 23.5          | 18.6          | 12.7          | 7.2           | 2.4           | 12.6          |
| Średnia dobowa (°C)           | −2.0          | −0.8          | 3.0           | 8.9           | 14.0          | 17.5          | 19.5          | 19.1          | 14.5          | 9.3           | 4.7           | 0.4           | 9.0           |
| Średnie dzienne minimum (°C)  | −4.5          | −3.9          | −1.0          | 3.8           | 8.9           | 12.5          | 14.8          | 14.5          | 10.4          | 6.1           | 2.3           | −1.7          | 5.2           |
| Średnie opady (mm)            | 48            | 44            | 52            | 51            | 74            | 72            | 96            | 66            | 62            | 48            | 48            | 51            | 712           |

## Historia

### Czasy nowożytne
Pierwsze wzmianki o Rzgowie pochodzą z 1378 roku, kiedy to lokowano wieś na prawie niemieckim. W 1460 roku kapituła krakowska, za kwotę 130 grzywien, zakupiła od Andrzeja z Pabianic, plebana w Targowisku, wójtostwo w Rzgowie oraz młyn wodny na Nerze. W 1467, za sprawą starań ówczesnych właścicieli miasta, kapituły katedralnej krakowskiej i z nadania króla Kazimierza Jagiellończyka, miasto otrzymało prawa miejskie.
W 1469 roku Krakowska Kapituła Katedralna wzniosła w Rzgowie kościół św. Stanisława. Miejscowość odnotowana została także w historycznych dokumentach podatkowych. Z dziewięciu łanów kmiecych kapituła pobierała czynsz w wysokości 14 groszy od dwóch ogrodów oraz z trzeciego fertona, a także 2 kapłony, 30 jaj oraz 12 wozów drewna od każdego łanu. W dokumentach odnotowano również pasieki dworu pabianickiego, dające do dwóch miar miodu.
W 1552 roku w miejscowości odnotowano młyn z trzema kołami wodnymi, zwanym folusz. Wówczas miasto płaciło 1 złoty i 6 groszy szosu. W wykazie poborowym z 1563 roku podano, że w Rzgowie pracowało 90 rzemieślników, każdy płacący po 4 grosze szosu.

### Okres rozbiorów
Po rozbiorach Polski Rzgów znalazł się początkowo w granicach zaboru pruskiego. Po 1795 roku, wraz z dobrami kapituły, tworzył królewską domenę pabianicką. W latach 1807–1815 miejscowość należała do Księstwa Warszawskiego, a po jego podziale – do zaboru rosyjskiego w Królestwie Polskim. W XIX-wiecznym Słowniku geograficznym Królestwa Polskiego Rzgów został wymieniony jako osada miejska, dawniej miasteczko, leżące w powiecie łódzkim, w gminie Gospodarz i parafii Rzgów. Prawa miejskie miasto straciło w roku 1870, w wyniku carskiej reformy administracyjnej.
W 1827 roku w Rzgowie znajdowało się 162 domów zamieszkanych przez 997 mieszkańców. W 1862 roku liczba domów wzrosła do 176, a mieszkańców do 1559. W mieście odbywało się wówczas 6 jarmarków rocznie. W 1889 w miejscowości znajdowało się 228 domów; głównie drewnianych, zamieszkiwanych przez 1656 mieszkańców. W miasteczku stał murowany kościół, urząd gminy, oraz szkoła początkowa. Cała miejscowość liczyła w sumie 2444 morgi powierzchni, w tym 1730 mórg gruntów ornych.
W nocy z 25 na 26 lipca 1812 roku miał miejsce pożar Rzgowa, który wybuchł przy ulicy Tuszyńskiej. W ciągu trzech godzin spłonęło 140 domów, budynki gospodarskie, 70 stodół, a także proboszczówka i inne obiekty.
Z kolei latem 1918 roku miał miejsce kolejny pożar Rzgowa, który wybuchł od iskry z parowozu kolejki dojazdowej ŁWEKD. Pożar ten zakończył okres drewnianej zabudowy osady, która wcześniej dominowała – osada została odbudowana w cegle, zyskując wyraźnie charakter miejski.

### II wojna światowa
W okresie II wojny światowej Rzgów został wcielony w granice III Rzeszy i znalazł się w granicach tzw. Kraju Warty (Warthegau) pod nazwą Rzgow. W 1943 roku niemieccy okupanci zmienili nazwę na nową, ahistoryczną Lancellenstätt od Otto Quirina Lancelle'a, który był dowódcą baterii podczas bitwy pod Łodzią w 1914 roku.

### Historia powojenna i współczesna
Do 1953 roku Rzgów był siedzibą gminy Gospodarz, w 1954 roku stał się siedzibą gromady o tej samej nazwie i był nią do roku 1973, kiedy to reaktywowano gminę Rzgów. W latach 1975–1998 miejscowość znajdowała się w starym województwie łódzkim. 1 stycznia 2006 Rzgów odzyskał prawa miejskie.
Po zmianie ustroju społeczno-gospodarczego w Polsce od czerwca 1989 roku, w latach 90. XX wieku nastąpił znaczący rozwój miasta, głównie w oparciu o rozwijające się w nim i w pobliżu duże targowiska odzieży i artykułów włókienniczych. Inicjatorami tych przemian były dwie miejscowe rodziny: Antoniego Ptaka i Gałkiewiczów.

## Demografia

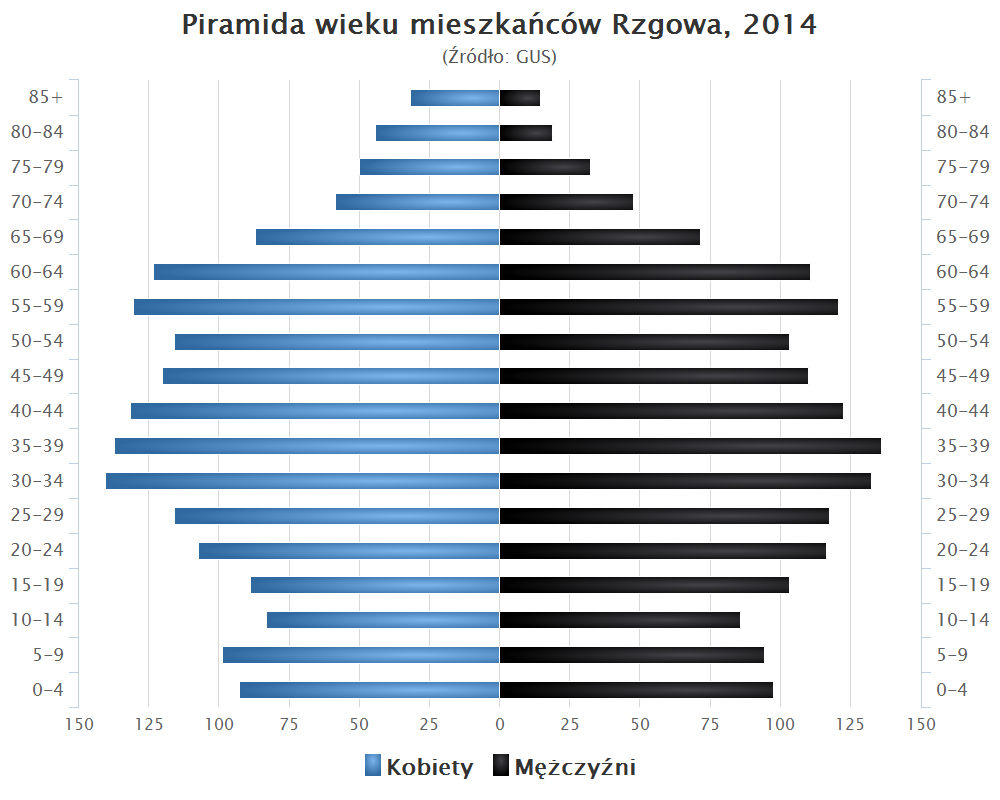
Piramida wieku mieszkańców Rzgowa w 2014 roku

## Infrastruktura
Drogi przebiegające przez Rzgów:

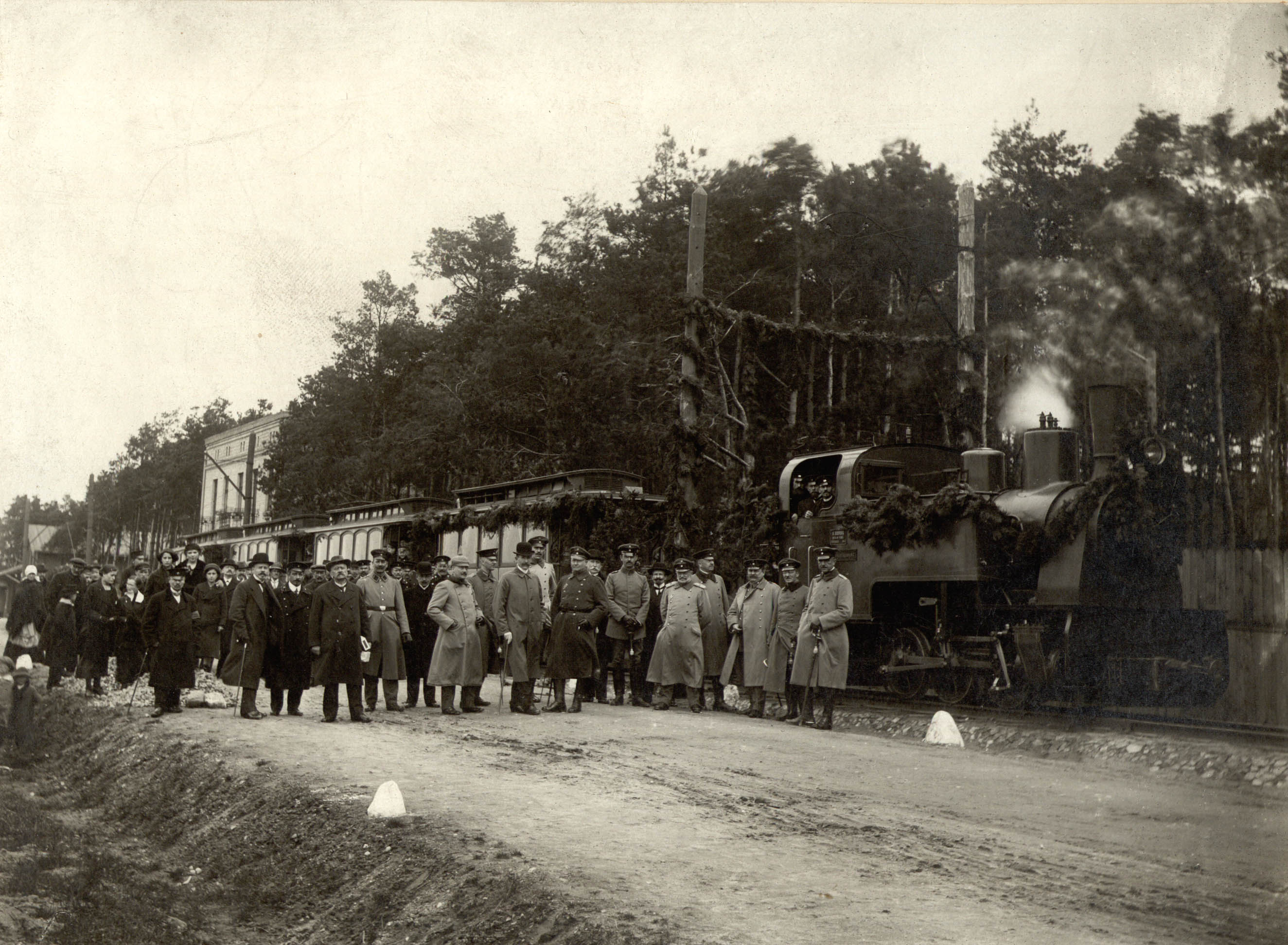
Uroczystość otwarcia linii Łódzkich Wąskotorowych Elektrycznych Kolei Dojazdowych (ŁWEKD) Ruda Pabianicka-Rzgów-Tuszyn (18 kwietnia 1916)

- Droga ekspresowa S8 (E67): granica państwa – Kudowa-Zdrój – Wrocław – Warszawa – Białystok – Budzisko – granica państwa
- Droga krajowa nr 12: granica państwa – Łęknica – Żary – Leszno – Kalisz – Sieradz – Piotrków Trybunalski – Radom – Lublin – Chełm – Berdyszcze – granica państwa
- Droga krajowa nr 71: Sosnowiec-Pieńki – Zgierz – Pabianice – Rzgów
- Droga krajowa nr 91: Gdańsk – Toruń – Włocławek – Łódź – Piotrków Trybunalski – Radomsko – Częstochowa – Podwarpie
- Droga wojewódzka nr 714: Rzgów – Kurowice
- Przez Rzgów przebiega łódzka magistrala rowerowa.

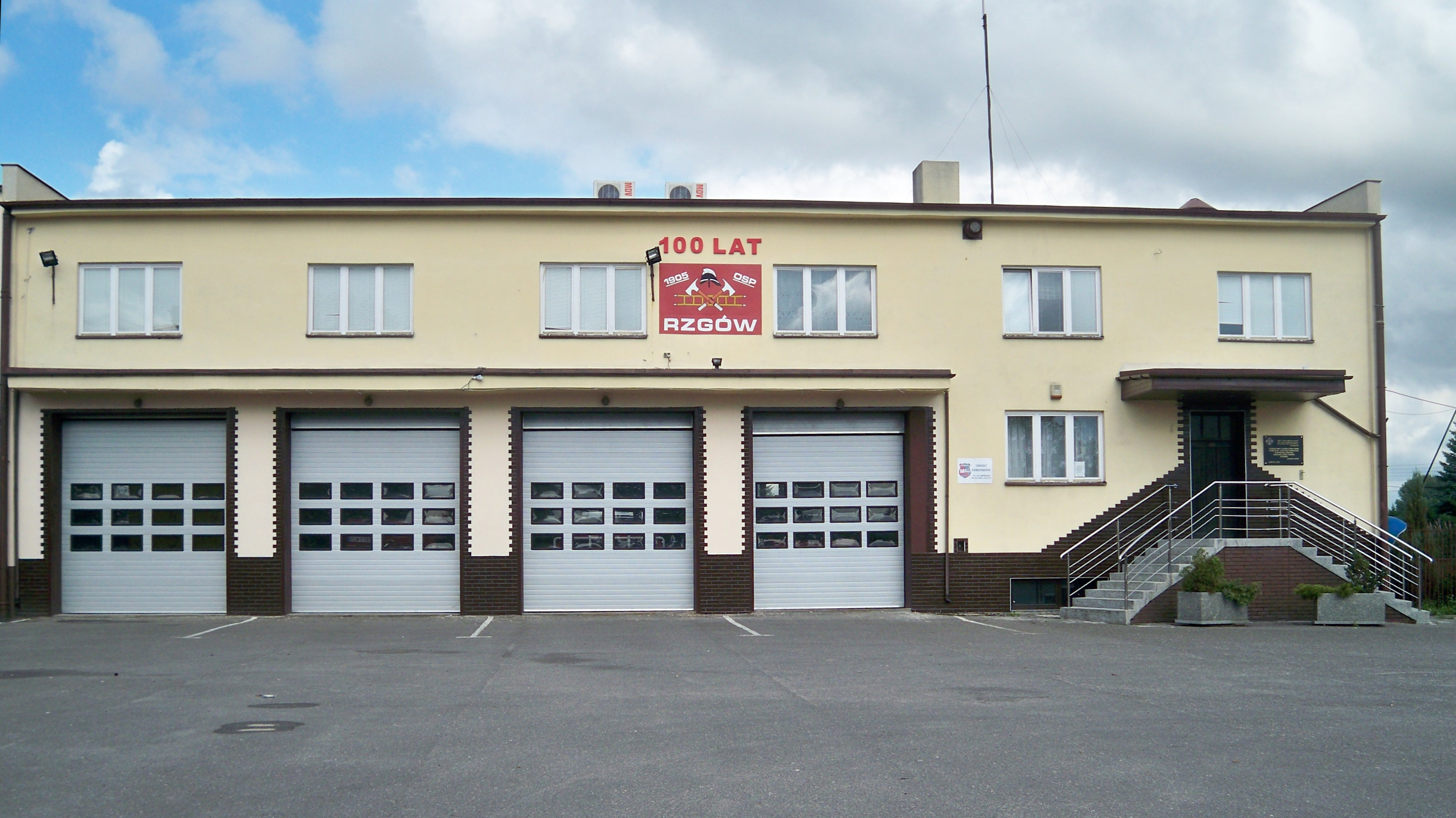
OSP Rzgów – strażnica

W latach 1916–1978 Rzgów był również skomunikowany z Łodzią poprzez podmiejską sieć tramwajową relacji Łódź – Tuszyn. W latach 1916–1948 linia obsługiwana była przez Łódzkie Wąskotorowe Elektryczne Koleje Dojazdowe i miała status kolejki dojazdowej. Początkowo napędzana była trakcją parową, którą w 1927 roku zastąpiono trakcją elektryczną. W okresie II wojny światowej linia otrzymała numer 80. Przed i po wojnie tramwaj był oznakowany nazwą docelowego przystanku, czyli Tuszyna. Od 1956 linia otrzymała numer 42, który zachowano do jej likwidacji w 1978 roku. 17 czerwca 1978 roku, w związku z gruntowną przebudową drogi Łódź – Piotrków Trybunalski, likwidacji uległ odcinek Rzgów – Tuszyn tej linii. Od tego czasu, do całkowitej likwidacji linii rzgowsko-tuszyńskiej (z dniem 1 czerwca 1993), nową krańcówkę umieszczono przy ulicy Tuszyńskiej. Obecnie po trasie tej linii kursują autobusy MPK-Łódź (linie 50A i 50B). W 2017 roku MPK Łódź uruchomiło linię 56B, później przemianowaną na 56.

## Edukacja
Istnienie w miejscowości szkoły początkowej odnotował w 1889 roku XIX-wieczny Słownik geograficzny Królestwa Polskiego.
Obecnie w Rzgowie znajduje się Przedszkole Miejskie i Szkoła Podstawowa im. Jana Długosza.

## Zabytki

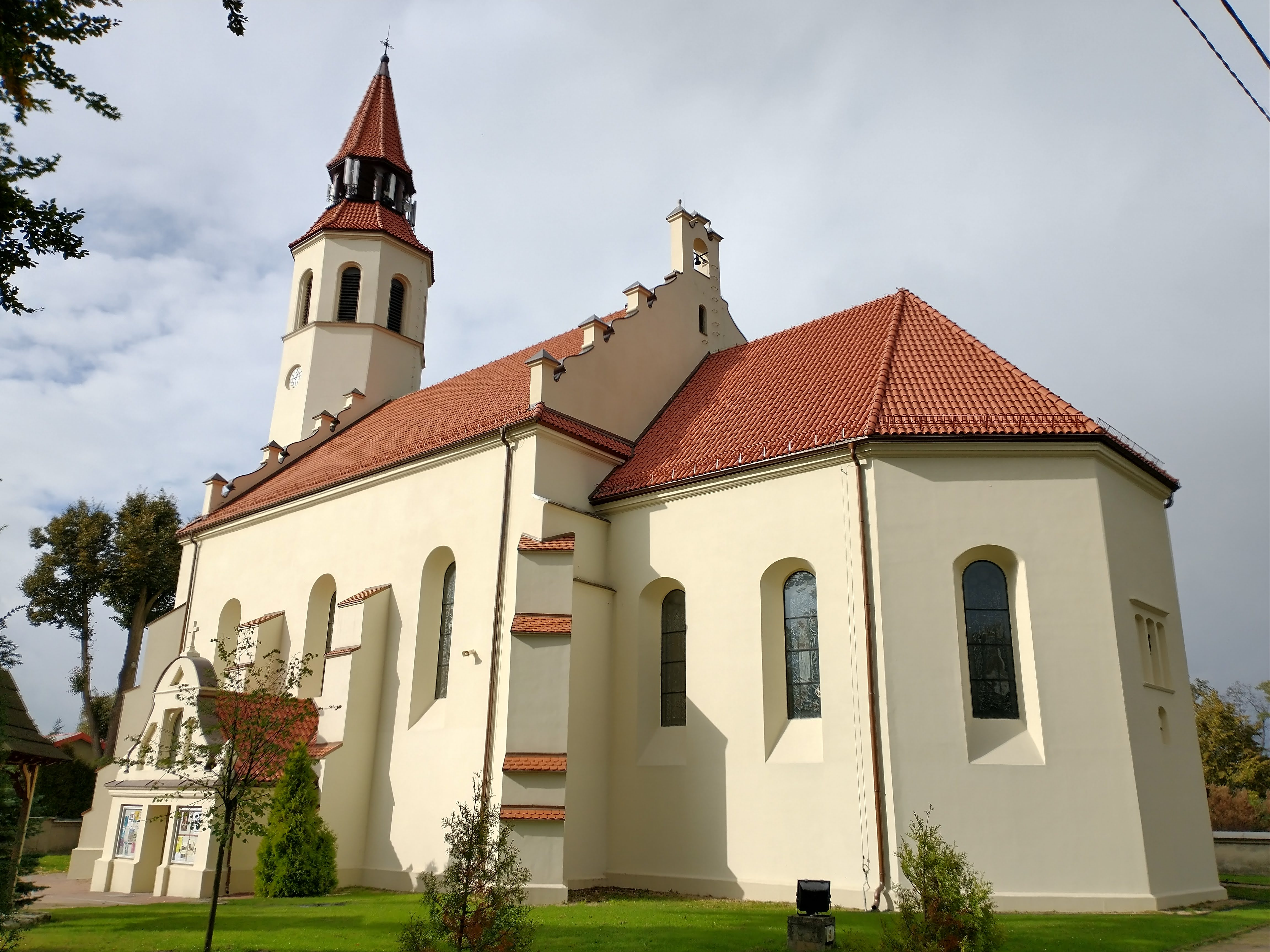
Kościół parafialny św. Stanisława

Do rejestru zabytków wpisany jest jeden obiekt:
- późnorenesansowy kościół parafialny św. Stanisława (nr rej.: 123-VII-1 z 23.08.1946 oraz A/155/189 z 29.08.1967)[25], wzniesiony ok. 1630 r. murowany, jednonawowy z ośmioboczną wieżą, szczytami ozdobionymi attykami i wyposażeniem barokowym.

Do gminnej ewidencji zabytków wpisane są obiekty:
- osiem stanowisk archeologicznych[26][27][28][29][30][31][32][33],
- cmentarz choleryczny z okresu 2 połowy XIX wieku, znajdujący się przy obecnej ulicy Księżycowej[34],
- cmentarz z okresu II wojny światowej, znajdujący się przy południowej granicy miasta[35],
- cmentarz rzymskokatolicki z początku XIX wieku[36],
- dom przy ulicy Pabianickiej 1 z początku XX wieku, obecnie nieistniejący[37],
- dom przy ulicy Pabianickiej 2 z przełomu XIX/XX wieku[38],
- dom przy ulicy Plac 500-lecia 20, powstały po 1820 roku[39],
- dom przy ulicy Tuszyńskiej 1 z 1880 roku[40],
- dom przy ulicy Tuszyńskiej 8 z końca XIX wieku[41],
- budynek straży pożarnej przy ulicy Plac 500-lecia 23 z połowy XIX wieku, obecnie nieistniejący[42].

## Sport
Na terenie miasta od 1946 roku działa klub piłkarski "Zawisza Rzgów", grający na stadionie im. Henryka Śmiechowicza przy ulicy Tuszyńskiej 56.
Przy szkole podstawowej podstawowej otwarto zespół boisk Orlik 2012. Obok wybudowano wielofunkcyjny Gminny Ośrodek Sportu, Turystyki i Rekreacji.

## Ludzie związani ze Rzgowem
- Teofil Władysław Belina Brzozowski – lekarz i działacz społeczny[46],
- Kazimierz Chrabelski – architekt, urbanista, projektant parków,
- Mirosław Leśniewski – oficer, pilot Wojska Polskiego[47],
- Tadeusz Makiewicz – historyk, prof. dr hab[48],
- Antoni Ptak – przedsiębiorca, założyciel Centrum Handlowego Ptak.